# Sinan paša
Sinanüddin Yusuf Pasha ali enostavno Sinan Pasha (hrvaško: Sinan-paša), (umrl 21. decembra 1553) je bil vodja osmanske vojne mornarice med letoma 1550-1553 v času vladavine sultana Sulejmana. Bil je hrvaškega porekla, predhodnik Pijala paše na svojem položaju in brat velikega vezirja Rustema paše, ki je bil poročen s hčerjo sultana Sulejmana sultanko Mihrimah.
Sinan paša in Turgut Reis sta večkrat sodelovala pri osvajanjih novih ozemelj v Sredozemskem morju, predvsem na italijanski in obalah Severne Afrike. Ker Sinan paša ni bil tako dober admiral kot Turgut Reis pa je bil na višjem položaju, je med njima velikokrat prišlo do konfliktov. Ko so Osmani leta 1551 osvojili Tripoli je vsa mornarica zapustila Sinana pašo in odšla za Turgutom Reisom v Tirensko morje, češ da bodo za svojega vodjo sprejeli le Turguta. Ko je Reis sprevidel, da gre za upor in izdajo, je mornarjem ukazal naj se vrnejo.
Ko je sultan Sulejman ugotovil, da je Turgut Reis sposobnejši vodja, je Sinanu paši ukazal naj naredi karkoli ukaže Turgut. Večina osmanskih mornarjev je verjela, da si Sinanovo mesto zasluži Turgut.
Opisi pašinih lastnosti se razlikujejo. Osmanski zgodovinar Peçevî je zapisal: Sinan paša je bil ponosen in megalomanski človek, ki se ni oziral na tuja mnenja. Imel je hladen pogled. Nek španski zgodovinar tistega časa je pa zapisal: Sinan paša je bil visok in močan človek z resnično čednim obrazom in hrabrim srcem. Bil je tudi zelo prijazen.
Sinan paša je umrl 21. decembra 1553 v svoji palači v Istanbulu in bil pokopan na vrtu Džamije sultanke Mihrimah v Uskudarju, ki je delo slavnega arhitekta Mimarja Sinana.
Dal je zgraditi tudi džamijo, ki bi nosila njegovo ime in je hotel biti pokopan tam. Ker so se gradbena dela zavlekla so ga pokopali v Uskudarju. Klub temu, da je imel dve hčeri in enega sina je vse svoje premoženje zapustil ženi svojega brata Rustema sultanki Mihrimah.
V uspešni televizijski seriji Sulejman Veličastni ga je uprizoril turški igralec Serdar Orçin.